# Genmaicha
Genmaicha (jap. 玄米茶) ist eine japanische Grüntee-Zubereitung, die geröstete und teilweise gepuffte Reiskörner enthält. Für den Tee wird geschälter aber unpolierter Reis (auch Brauner Reis oder Naturreis genannt) verwendet. Der Tee erhält dadurch ein leicht malziges Röstaroma. Der Name selbst besteht aus der japanischen Bezeichnung für braunen Reis (jap. 玄米, genmai) und dem Wort für Tee (jap. 茶, cha).

## Geschichte
Einer oft angeführten Geschichte zufolge soll Genmaicha zufällig während des 15. Jahrhunderts aufgekommen sein. Grüner Tee wird grundsätzlich erhitzt bzw. leicht geröstet, um eine Fermentierung zu verhindern. Ein unachtsamer Diener soll dabei schlampig gearbeitet und den Tee mit einigen Reiskörnern vermischt zu lange erhitzt haben; sein Herr, ein Samurai, soll darüber derart erzürnt gewesen sein, dass er ihn köpfte, um kurz darauf beschämt festzustellen, dass dieser neue Tee einen angenehmen Geschmack besaß.
Dank seines relativ kräftigen Aromas wurde Genmaicha aber auch immer dann bevorzugt, wenn es galt, den raren Tee sparsam einzusetzen.
Ursprünglich war der Genmaicha als gestreckter Arme-Leute-Tee und als Überbrückung zwischen Mahlzeiten bekannt. Heute wird der Tee jedoch in allen Bevölkerungsschichten getrunken, auch gern zusammen mit dem bekannten Matcha.  Die Herstellung in China begann erst 1986.

## Zubereitung
Grundsätzlich gilt für Genmaicha die gleiche Zubereitung wie für Sencha. Es werden traditionell hier jedoch keine mehrfachen Aufgüsse verwendet.